# ناحیه ایوانسویل، شهرستان داگلاس، مینه سوتا
ناحیه ایوانسویل (به انگلیسی: Evansville Township) یک منطقهٔ مسکونی در ایالات متحده آمریکا است که در شهرستان داگلاس، مینه‌سوتا واقع شده‌است.
 ناحیه ایوانسویل ۹۱٫۶ کیلومتر مربع مساحت و ۲۴۴ نفر جمعیت دارد و ۴۰۱ متر بالاتر از سطح دریا واقع شده‌است.